# Los profesionales de siempre
Los profesionales de siempre es un programa de televisión argentino dedicado a la actualidad y el espectáculo que se emite por Canal 9. El programa primeramente fue emitido en 2003 y luego entre 2006 y 2009 y era presentado por Viviana Canosa, estando acompañada generalmente por un personal de panelistas. Desde su regreso a finales de marzo de 2025 es conducido por Florencia de la V.

## Historia

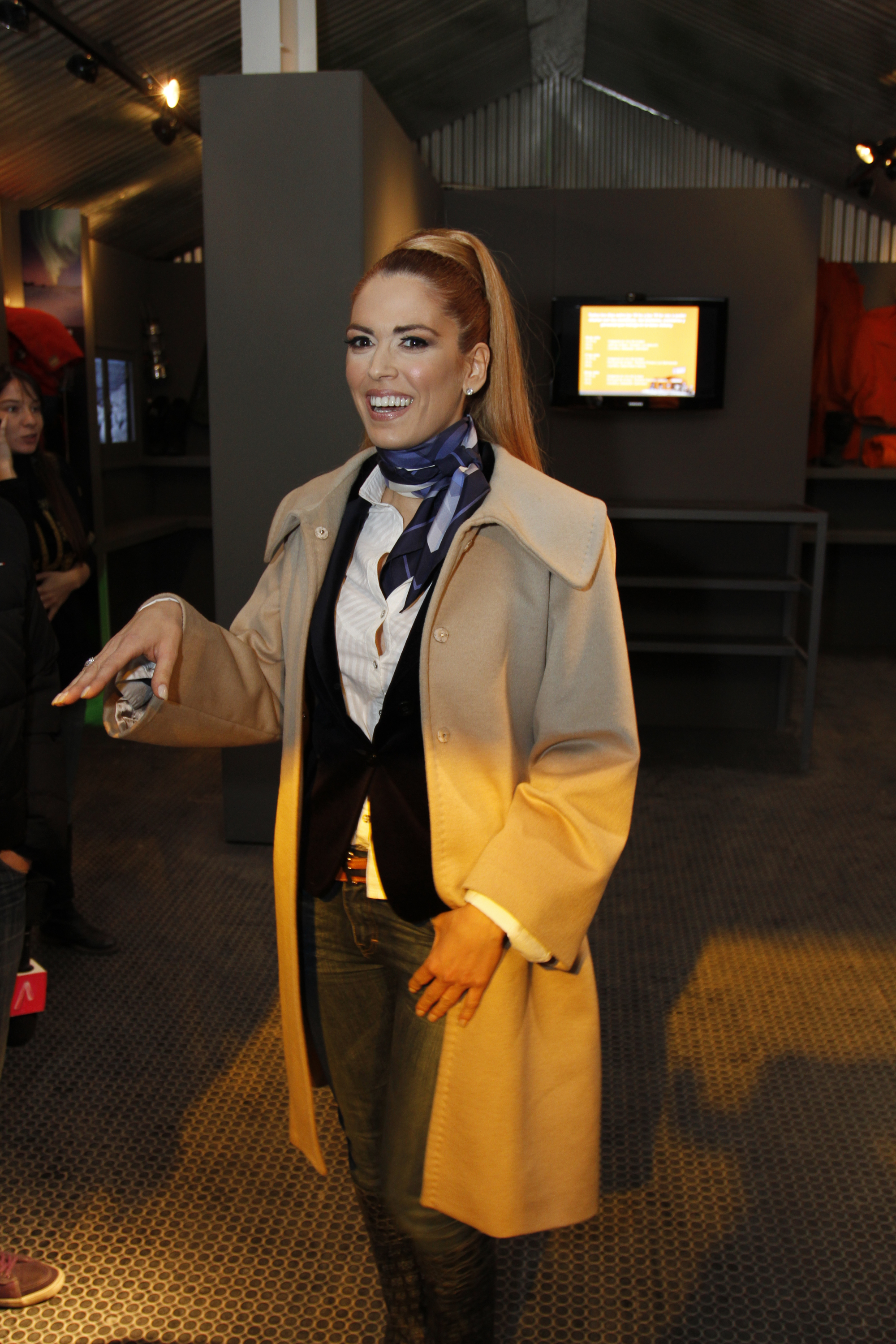
Viviana Canosa, histórica conductora del programa.

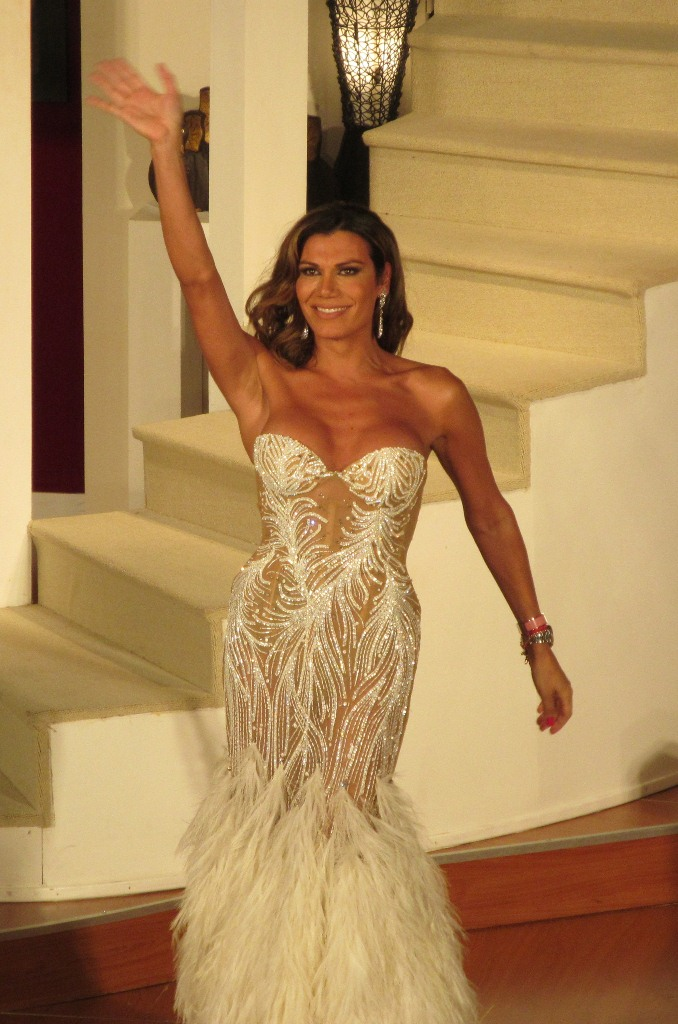
Florencia de la V, conductora desde 2025.

### Conducción de Viviana Canosa (2003, 2006-2009)
Los profesionales de siempre comenzó a emitirse el 6 de enero de 2003 por la pantalla de Canal 9. Luego de una pelea mediática que tuvieron Viviana Canosa y Jorge Rial (conductor del programa donde ella era panelista, en América TV), la periodista abandonó el canal.
Durante ese año, la primera temporada de Los profesionales en tuvo de invitados a mediáticos como Silvia Süller y Jacobo Winograd. Pero una pelea entre Canosa y Daniel Hadad, en ese entonces dueño del canal, llevó a que se cancelara el ciclo de espectáculos en 2004.
Finalmente ambos lograron reconciliarse y el programa regresó el 30 de mayo de 2006, al día posterior de la entrega de los Premios Martín Fierro, donde Viviana condujo "La alfombra roja de los Premios Martin Fierro"; con 4 panelistas: Ángel de Brito, Rodrigo Lussich, Adrián Pallares y Marisa Brel. Esta última renunció en el verano del 2007 tras que Canosa, en una jugada televisiva, sobrevolara la casa de Gran Hermano 2007, ya que los participantes que salían del reality no podían ir a su programa, por restricción de Telefe. Marisa abdicó y fue panelista en los debates del mediodía de Gran Hermano junto a Mariano Peluffo. Ángel de Brito renunciaría al programa más tarde.
En enero de 2007 el programa se transmitió desde la ciudad de Mar del Plata, sumándose como panelista Claudia Segura, aunque por unos pocos días.
El miércoles 2 de enero de 2008 luego de unos 15 días de vacaciones que se tomó la conductora y los panelistas, el programa regresó a la pantalla de Canal 9 con su tradicional horario de las 17:00, comenzando así su cuarta temporada. Con escenografía nueva y la suma de un nuevo panelista: Luis Bremer, quien antes fuera cronista y/o reportero del ciclo.
El 14 de noviembre de 2008, Rodrigo Lussich se despide del programa para iniciar una nueva vida alejado de los medios de comunicación.
El lunes 5 de enero de 2009 arrancó la quinta temporada de Los Profesionales de siempre. Con la vuelta al panel, luego de 6 años alejado del ciclo, regresa Camilo García. Y también otra vuelta pero desde móviles en Mar del Plata es la de Rodrigo Lussich. El 31 de diciembre de 2009 se emitió el último programa con el título de Los profesionales de siempre y el programa fue reelanzado con el nombre de Viviana Canosa.

### Conducción de Florencia de la V (2025-presente)
En febrero de 2025, se confirmó que el programa sería relanzado, con la conducción de Florencia de la V, en el horario de las 13:30 para competir con la temporada 25 de su clásico rival, Intrusos y con los públicos rivales de la conductora, los Socios del espectáculo, Adrián Pallares y Rodrigo Lussich. También compite en su último tramo contra la conductora original del ciclo, Viviana Canosa, que encabeza el programa Viviana en vivo en Canal 13.
La nueva temporada debutó el 24 de marzo con Alejandro Castelo, Estefanía Berardi, Fernando Cerolini, Leo Arias, Enzo Aguilar y Fabián Medina Flores como panelistas. En mayo de 2025, Flor de la V confirmó en vivo la incorporación de Evelyn Von Brocke como panelista tras su salida del ciclo Mujeres argentinas. Ese mismo mes, Enzo Aguilar reveló que abandonaría el programa a fin de mes, debido a que conducirá un programa de streaming en las redes de Canal 13.

## Equipo
| Florencia de la V        |            |            |            |            |            | Conductora |  |  |  |  |  |  |  |  |  |  |  |  |  |  |  |  |  |  |  |  |  |  |  |  |  |  |  |  |  |  |  |  |  |  |  |  |  |  |  |  |  |  |  |  |  |  |  |  |  |  |  |  |  |  |
| Estefanía Berardi        |            |            |            |            |            | Panelista  |  |  |  |  |  |  |  |  |  |  |  |  |  |  |  |  |  |  |  |  |  |  |  |  |  |  |  |  |  |  |  |  |  |  |  |  |  |  |  |  |  |  |  |  |  |  |  |  |  |  |  |  |  |  |
| Débora D'Amato           |            |            |            |            |            | Panelista  |  |  |  |  |  |  |  |  |  |  |  |  |  |  |  |  |  |  |  |  |  |  |  |  |  |  |  |  |  |  |  |  |  |  |  |  |  |  |  |  |  |  |  |  |  |  |  |  |  |  |  |  |  |  |
| Alejandro Castelo        |            |            |            |            |            | Panelista  |  |  |  |  |  |  |  |  |  |  |  |  |  |  |  |  |  |  |  |  |  |  |  |  |  |  |  |  |  |  |  |  |  |  |  |  |  |  |  |  |  |  |  |  |  |  |  |  |  |  |  |  |  |  |
| Fernando Cerolini        |            |            |            |            |            | Panelista  |  |  |  |  |  |  |  |  |  |  |  |  |  |  |  |  |  |  |  |  |  |  |  |  |  |  |  |  |  |  |  |  |  |  |  |  |  |  |  |  |  |  |  |  |  |  |  |  |  |  |  |  |  |  |
| Fabián Medina Flores     |            |            |            |            |            | Panelista  |  |  |  |  |  |  |  |  |  |  |  |  |  |  |  |  |  |  |  |  |  |  |  |  |  |  |  |  |  |  |  |  |  |  |  |  |  |  |  |  |  |  |  |  |  |  |  |  |  |  |  |  |  |  |
| Diego Bouvet             |            |            |            |            |            | Panelista  |  |  |  |  |  |  |  |  |  |  |  |  |  |  |  |  |  |  |  |  |  |  |  |  |  |  |  |  |  |  |  |  |  |  |  |  |  |  |  |  |  |  |  |  |  |  |  |  |  |  |  |  |  |  |
| Evelyn Von Brocke        |            |            |            |            |            | Panelista  |  |  |  |  |  |  |  |  |  |  |  |  |  |  |  |  |  |  |  |  |  |  |  |  |  |  |  |  |  |  |  |  |  |  |  |  |  |  |  |  |  |  |  |  |  |  |  |  |  |  |  |  |  |  |
| Damasia Ochoa            |            |            |            |            |            | Panelista  |  |  |  |  |  |  |  |  |  |  |  |  |  |  |  |  |  |  |  |  |  |  |  |  |  |  |  |  |  |  |  |  |  |  |  |  |  |  |  |  |  |  |  |  |  |  |  |  |  |  |  |  |  |  |
| Fede Flowers             |            |            |            |            |            | Cronista   |  |  |  |  |  |  |  |  |  |  |  |  |  |  |  |  |  |  |  |  |  |  |  |  |  |  |  |  |  |  |  |  |  |  |  |  |  |  |  |  |  |  |  |  |  |  |  |  |  |  |  |  |  |  |
| Claudio «Ruso» Paulovich |            |            |            |            |            | Locutor    |  |  |  |  |  |  |  |  |  |  |  |  |  |  |  |  |  |  |  |  |  |  |  |  |  |  |  |  |  |  |  |  |  |  |  |  |  |  |  |  |  |  |  |  |  |  |  |  |  |  |  |  |  |  |
| Anteriores               |            |            |            |            |            |            |  |  |  |  |  |  |  |  |  |  |  |  |  |  |  |  |  |  |  |  |  |  |  |  |  |  |  |  |  |  |  |  |  |  |  |  |  |  |  |  |  |  |  |  |  |  |  |  |  |  |  |  |  |  |
| Viviana Canosa           | Conductora | Conductora | Conductora | Conductora | Conductora |            |  |  |  |  |  |  |  |  |  |  |  |  |  |  |  |  |  |  |  |  |  |  |  |  |  |  |  |  |  |  |  |  |  |  |  |  |  |  |  |  |  |  |  |  |  |  |  |  |  |  |  |  |  |  |
| Ángel de Brito           | Panelista  | Panelista  | Panelista  | Panelista  | Panelista  |            |  |  |  |  |  |  |  |  |  |  |  |  |  |  |  |  |  |  |  |  |  |  |  |  |  |  |  |  |  |  |  |  |  |  |  |  |  |  |  |  |  |  |  |  |  |  |  |  |  |  |  |  |  |  |
| Camilo García            | Panelista  |            |            |            | Panelista  |            |  |  |  |  |  |  |  |  |  |  |  |  |  |  |  |  |  |  |  |  |  |  |  |  |  |  |  |  |  |  |  |  |  |  |  |  |  |  |  |  |  |  |  |  |  |  |  |  |  |  |  |  |  |  |
| Augusto Tartúfoli        | Panelista  |            |            |            |            |            |  |  |  |  |  |  |  |  |  |  |  |  |  |  |  |  |  |  |  |  |  |  |  |  |  |  |  |  |  |  |  |  |  |  |  |  |  |  |  |  |  |  |  |  |  |  |  |  |  |  |  |  |  |  |
| Paul García Navarro      | Panelista  |            |            |            |            |            |  |  |  |  |  |  |  |  |  |  |  |  |  |  |  |  |  |  |  |  |  |  |  |  |  |  |  |  |  |  |  |  |  |  |  |  |  |  |  |  |  |  |  |  |  |  |  |  |  |  |  |  |  |  |
| Adrián Pallares          |            | Panelista  | Panelista  | Panelista  | Panelista  |            |  |  |  |  |  |  |  |  |  |  |  |  |  |  |  |  |  |  |  |  |  |  |  |  |  |  |  |  |  |  |  |  |  |  |  |  |  |  |  |  |  |  |  |  |  |  |  |  |  |  |  |  |  |  |
| Rodrigo Lussich          |            | Panelista  | Panelista  | Panelista  | Cronista   |            |  |  |  |  |  |  |  |  |  |  |  |  |  |  |  |  |  |  |  |  |  |  |  |  |  |  |  |  |  |  |  |  |  |  |  |  |  |  |  |  |  |  |  |  |  |  |  |  |  |  |  |  |  |  |
| Marisa Brel              |            | Panelista  | Panelista  |            |            |            |  |  |  |  |  |  |  |  |  |  |  |  |  |  |  |  |  |  |  |  |  |  |  |  |  |  |  |  |  |  |  |  |  |  |  |  |  |  |  |  |  |  |  |  |  |  |  |  |  |  |  |  |  |  |
| Claudia Segura           |            |            | Panelista  |            |            |            |  |  |  |  |  |  |  |  |  |  |  |  |  |  |  |  |  |  |  |  |  |  |  |  |  |  |  |  |  |  |  |  |  |  |  |  |  |  |  |  |  |  |  |  |  |  |  |  |  |  |  |  |  |  |
| Luis Bremer              |            | Cronista   | Cronista   | Panelista  | Panelista  |            |  |  |  |  |  |  |  |  |  |  |  |  |  |  |  |  |  |  |  |  |  |  |  |  |  |  |  |  |  |  |  |  |  |  |  |  |  |  |  |  |  |  |  |  |  |  |  |  |  |  |  |  |  |  |
| Damián Popochi Muñoz     |            | Locutor    | Locutor    | Locutor    | Locutor    |            |  |  |  |  |  |  |  |  |  |  |  |  |  |  |  |  |  |  |  |  |  |  |  |  |  |  |  |  |  |  |  |  |  |  |  |  |  |  |  |  |  |  |  |  |  |  |  |  |  |  |  |  |  |  |
| Enzo Aguilar             |            |            |            |            |            | Panelista  |  |  |  |  |  |  |  |  |  |  |  |  |  |  |  |  |  |  |  |  |  |  |  |  |  |  |  |  |  |  |  |  |  |  |  |  |  |  |  |  |  |  |  |  |  |  |  |  |  |  |  |  |  |  |
| Leo Arias                |            |            |            |            |            | Panelista  |  |  |  |  |  |  |  |  |  |  |  |  |  |  |  |  |  |  |  |  |  |  |  |  |  |  |  |  |  |  |  |  |  |  |  |  |  |  |  |  |  |  |  |  |  |  |  |  |  |  |  |  |  |  |
| Carla Bunny              |            |            |            |            |            | Cronista   |  |  |  |  |  |  |  |  |  |  |  |  |  |  |  |  |  |  |  |  |  |  |  |  |  |  |  |  |  |  |  |  |  |  |  |  |  |  |  |  |  |  |  |  |  |  |  |  |  |  |  |  |  |  |